# Primetime Emmy Award de la meilleure actrice dans une mini-série ou un téléfilm
Pour les articles homonymes, voir Emmy de la meilleure actrice.

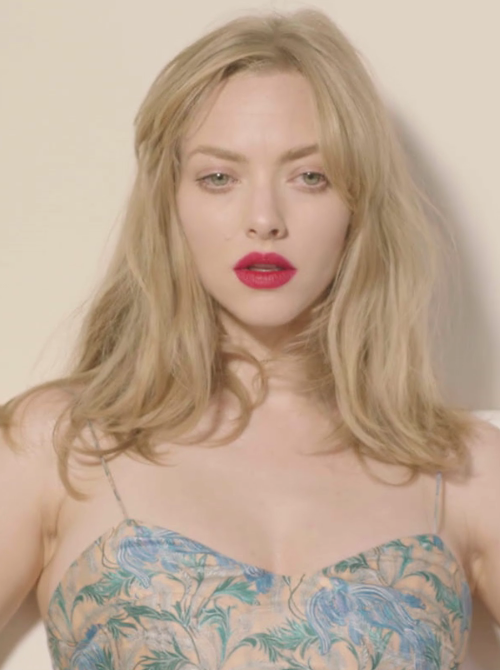
Amanda Seyfried en 2016 (photo pour Vogue)

Le Primetime Emmy Award de la meilleure actrice dans une mini-série ou un téléfilm (Primetime Emmy Award for Outstanding Lead Actress in a Miniseries or a Movie) est une récompense de télévision remise depuis 1954 au cours de la cérémonie annuelle des Primetime Emmy Awards.

## Palmarès
Note : L'année indiquée est celle de la cérémonie. Les actrices lauréates sont indiquées en tête de chaque année et en caractères gras.

### Années 1950
- 1955 : Judith Anderson pour le rôle de Lady Macbeth dans Hallmark Hall of Fame
- 1956 : Mary Martin pour le rôle de Peter Pan dans Producers' Showcase
- 1957 : Claire Trevor pour le rôle de Fran Dodsworth dans Producers' Showcase
- 1958 : Polly Bergen pour le rôle de Helen Morgan dans Playhouse 90
- 1959 : Julie Harris pour le rôle de Bridgid Mary dans Hallmark Hall of Fame

### Années 1960
- 1960 : aucune récompense
- 1961 : Judith Anderson pour le rôle de Lady Macbeth dans Hallmark Hall of Fame
- 1962 : Julie Harris pour le rôle de la reine Victoria dans Hallmark Hall of Fame
- 1963 : Kim Stanley pour le rôle de Faith Parsons dans Ben Casey
- 1964 : Shelley Winters pour le rôle de Jenny Dworak dans Bob Hope Presents the Chrysler Theatre
- 1965 : Lynn Fontanne pour le rôle de Fanny Bowdicth Holmes dans Hallmark Hall of Fame
- 1966 : Simone Signoret pour le rôle de Sara Lescault dans Bob Hope Presents the Chrysler Theatre
- 1967 : Geraldine Page pour le rôle de Sook dans AC Stage 67
- 1968 : Maureen Stapleton pour le rôle de Mary O'Meaghan dans Among the Paths to Eden
- 1969 : Geraldine Page pour le rôle de Sook dans The Thanksgiving Visitor

### Années 1970
- 1970 :  Patty Duke pour le rôle de Marlene Chambers dans My Sweet Charlie
- 1971 : Lee Grant pour le rôle de Carrie Miller dans The Neon Celling
- 1972 : Glenda Jackson pour le rôle de la reine Élisabeth Ire dans Elizabeth R
- 1973 : Susan Hampshire pour le rôle de Becky Sharp dans Vanity Fair / Cloris Leachman pour le rôle de Victoria Douglas dans A Brand New Life
- 1974 : Cicely Tyson pour le rôle de Jane Pittman dans The Autobiography of Miss Jane Pittman / Mildred Natwick pour le rôle de Gwendolyn Snoop Nicholson dans The Snoop Sisters
- 1975 : Katharine Hepburn pour le rôle de Jessica Medlicott dans Il neige au printemps (Love Among the Ruins) /  Jessica Walter pour le rôle d'Amy Prentiss dans Amy Prentiss
- 1976 : Susan Clark pour le rôle de  Mildred Didrikson Zaharias dans Babe /  Rosemary Harris pour le rôle de George Sand dans Notorious Woman
- 1977 : Sally Field pour le rôle de Sybil dans Sybil / Patty Duke pour le rôle de Bernadette Hennessy Armagh dans Captains and the Kings
- 1978 : Joanne Woodward pour le rôle de Betty Quinn dans See How She Runs /  Meryl Streep pour le rôle d'Inga Helms-Weiss dans Holocauste
- 1979 : Bette Davis pour le rôle du Lucy Mason dans Strangers: The Story of a Mother and Daughter

### Années 1980
- 1980 : Patty Duke pour le rôle de Anne Sullivan dans The Miracle Worker
- 1981 : Vanessa Redgrave pour le rôle de Fania Fénelon dans Playing for Time
- 1982 : Ingrid Bergman pour le rôle de Golda Meir dans Une femme nommée Golda (A Woman Called Golda) (posthume)
- 1983 : Barbara Stanwyck pour le rôle de Mary Carson dans Les oiseaux se cachent pour mourir (The Thorn Birds)
- 1984 : Jane Fonda pour le rôle de Gertie Nevels dans Les Poupées de l'espoir (The Dollmaker)
- 1985 : Joanne Woodward pour le rôle de Barbara Wyatt-Hollis dans Do You Remember Love
- 1986 : Marlo Thomas pour le rôle de Marie Balter dans Nobody's Child
- 1987 : Gena Rowlands pour le rôle de Betty Ford dans The Betty Ford Story
- 1988 : Jessica Tandy pour le rôle de Annie Nations dans Foxfire
- 1989 : Holly Hunter pour le rôle de Ellen Russell dans Roe vs. Wade

### Années 1990
- 1990 : Barbara Hershey pour le rôle de Candy Morrison dans A Killing in a Small Town
  - Farrah Fawcett pour le rôle de Diane Downs dans On a tué mes enfants
  - Christine Lahti pour le rôle de Zan Cooper dans No Place Like Home
  - Annette O'Toole pour le rôle de Rose Fitzgerald Kennedy dans The Kennedys of Massachusetts
  - Lesley Ann Warren pour le rôle de Barbara Walker dans Family of Spies
  - Alfre Woodard pour le rôle de Mary Thomas dans A Mother's Courage: The Mary Thomas Story
- 1991 : Lynn Whitfield pour le rôle de Joséphine Baker dans The Josephine Baker Story
  - Glenn Close pour le rôle de Sarah Wheaton dans La Nouvelle Vie de Sarah
  - Barbara Hershey pour le rôle de Hannah Trout dans Paris Trout
  - Suzanne Pleshette pour le rôle de Leona Helmsley dans Leona Helmsley: The Queen of Mean
  - Lee Purcell pour le rôle de Bessie Robertson dans Long Road Home
- 1992 : Gena Rowlands pour le rôle de Pat dans Face of a Stranger
  - Anne Bancroft pour le rôle de Mrs. Cage dans Mrs. Cage
  - Meredith Baxter pour le rôle de Betty Broderick dans A Woman Scorned: The Betty Broderick Story
  - Judy Davis pour le rôle de Mary Lindell dans One Against the Wind
  - Laura Dern pour le rôle de Janet Harduvel dans Le Triomphe de la vérité
- 1993 : Holly Hunter pour le rôle de Wanda Holloway dans The Positively True Adventures of the Alleged Texas Cheerleader-Murdering Mom
  - Glenn Close pour le rôle de Sarah Wheaton dans Le Combat de Sarah
  - Helen Mirren pour le rôle de Jane Tennison dans Suspect numéro 1
  - Maggie Smith pour le rôle de Mrs. Venable dans Suddenly, Last Summer
  - Joanne Woodward pour le rôle de Nell Harrington dans Blind Spot
- 1994 : Kirstie Alley pour le rôle de Sally Goodson dans David's Mother
  - Bette Midler pour le rôle de Mama Rose dans Gypsy
  - Helen Mirren pour le rôle de Jane Tennison dans Suspect numéro 1
  - Jessica Tandy pour le rôle de Cora Peek dans To Dance With a Dog
  - Joanne Woodward pour le rôle de Maggie Moran dans Breathing Lessons
- 1995 : Glenn Close pour le rôle de Margarethe Cammermeyer dans Les Galons du silence
  - Sally Field pour le rôle de Bess Garner Steed dans A Woman of Independent Means
  - Anjelica Huston pour le rôle de Calamity Jane dans Buffalo Girls
  - Diane Keaton pour le rôle de Amelia Earhart dans Amelia Earhart, le dernier vol
  - Alfre Woodard pour le rôle de Berniece Charles dans La Leçon de piano
- 1996 : Helen Mirren pour le rôle de Jane Tennison dans Suspect numéro 1
  - Ashley Judd pour le rôle de Norma Jean Dougherty dans Norma Jean and Marilyn
  - Jessica Lange pour le rôle de Blanche DuBois dans Un tramway nommé Désir
  - Mira Sorvino pour le rôle de Marilyn Monroe dans Norma Jean and Marilyn
  - Sela Ward pour le rôle de Jessica Savitch dans Almost Golden: The Jessica Savitch Story
- 1997 : Alfre Woodard pour le rôle de Nurse Eunice Evers dans La Couleur du sang
  - Stockard Channing pour le rôle de Barbara Whitney dans An Unexpected Family
  - Glenn Close pour le rôle de Janet dans In the Gloaming
  - Helen Mirren pour le rôle de Jane Tennison dans Suspect numéro 1
  - Meryl Streep pour le rôle de Lori Reimuller dans Au risque de te perdre
- 1998 : Ellen Barkin pour le rôle de Glory Marie dans Before Women Had Wings
  - Jamie Lee Curtis pour le rôle de Maggie Green dans Nicholas' Gift
  - Judy Davis pour le rôle de Gladwyn dans The Echo of Thunder
  - Olympia Dukakis pour le rôle de Anna Madrigal dans Les Chroniques de San Francisco
  - Angelina Jolie pour le rôle de Gia Carangi dans Anatomie d'un top model
  - Sigourney Weaver pour le rôle de Claudia Hoffman dans Blanche-Neige : Le Plus Horrible des contes
- 1999 : Helen Mirren pour le rôle de Ayn Rand dans The Passion of Ayn Rand
  - Ann-Margret pour le rôle de Pamela Harriman dans Life of the Party: The Pamela Harriman Story
  - Stockard Channing pour le rôle de Rachel Luckman dans The Baby Dance
  - Judy Davis pour le rôle de Lillian Hellman dans Dash and Lily
  - Leelee Sobieski pour le rôle de Jeanne d'Arc dans Jeanne d'Arc

### Années 2000
- 2000 : Halle Berry pour le rôle de Dorothy Dandridge dans Introduting Dorothy Dandridge
  - Judy Davis pour le rôle de Paula Tanner dans Destins de femmes
  - Sally Field pour le rôle de Iris Prue dans Destins de femmes
  - Holly Hunter pour le rôle de Ruby Kincaid dans Harlan County War
  - Gena Rowlands pour le rôle de Georgia Porter dans The Color of Love: Jacey's Story
- 2001 : Judy Davis pour le rôle de Judy Garland dans Judy Garland, la vie d'une étoile
  - Judi Dench pour le rôle de Elizabeth Harman dans The Last of the Blonde Bomshells
  - Holly Hunter pour le rôle de Billie Jean King dans When Billie Beat Bobby
  - Hannah Taylor-Gordon pour le rôle de Anne Frank dans Anne Frank
  - Emma Thompson pour le rôle de Vivian Bearing dans Bel Esprit
- 2002 : Laura Linney pour le rôle de Iris Bravard dans Wild Iris
  - Angela Bassett pour le rôle de Rosa Parks dans The Rosa Parks Story
  - Blythe Danner pour le rôle de Corinne Mulvaney dans Une famille déchirée
  - Vanessa Redgrave pour le rôle de Clementine Churchill dans The Gathering Storm
  - Gena Rowlands pour le rôle de Minnie Brinn dans Wild Iris
- 2003 : Maggie Smith pour le rôle de Emily Delahunty dans My House is Umbria
  - Thora Birch pour le rôle de Liz Murray dans Pour une vie meilleure
  - Helena Bonham Carter pour le rôle de Ingrid Formanek dans En direct de Bagdad
  - Jessica Lange pour le rôle de Irma Applewood dans Normal
  - Helen Mirren pour le rôle de Karen Stone dans Le Visage du plaisir
- 2004 : Meryl Streep pour le rôle de Hannah Pitt / Ethel Rosenberg / The Rabbi / The Angel Australia dans Angels in America
  - Glenn Close pour le rôle de Aliénor d'Aquitaine dans Le Lion en hiver
  - Judy Davis pour le rôle de Nancy Reagan dans The Reagans
  - Helen Mirren pour le rôle de Jane Tennison dans Suspect numéro 1
  - Emma Thompson pour le rôle de Nurse Emily / Homeless Woman / The Angel America dans Angels in America
- 2005 : Sharon Epatha Merkerson pour le rôle de Rachel "Nanny" Crosby dans Lackawanna Blues
  - Halle Berry pour le rôle de Janie Crawford dans Their Eyes Weer Watching God
  - Blythe Danner pour le rôle de Rebecca Davitch dans Back When We Were Grownups
  - Cynthia Nixon pour le rôle de Eleanor Roosevelt dans Warm Springs
  - Debra Winger pour le rôle de Dawn Anna dans Une vie à l'épreuve
- 2006 : Helen Mirren pour le rôle de Élisabeth Ire dans Elizabeth I
  - Gillian Anderson pour le rôle de Lady Dedlock dans Bleak House
  - Kathy Bates pour le rôle de Jane Stern dans Second Souffle
  - Annette Bening pour le rôle de Jean Harris dans Mrs. Harris
  - Judy Davis pour le rôle de Sante Kimes dans A Little Thing Called Murder
- 2007 : Helen Mirren pour le rôle de Jane Tennison dans Suspect numéro 1
  - Queen Latifah pour le rôle de Ana Wallace dans Life Support
  - Debra Messing pour le rôle de Molly Kagan dans Starter Wife
  - Mary-Louise Parker pour le rôle de Zenia Arden dans Voleuse de vies
  - Gena Rowlands pour le rôle de Melissa Eisenbloom dans Des fleurs en hiver
- 2008 : Laura Linney pour le rôle de Abigail Adams dans John Adams
  - Judi Dench pour le rôle de Miss Matty Jenkyns dans Cranford
  - Catherine Keener pour le rôle de Gertrude Baniszewski dans An American Crime
  - Phylicia Rashād pour le rôle de Lena Younger dans A Raisin in the Sun
  - Susan Sarandon pour le rôle de Doris Duke dans Bernard et Doris
- 2009 : Jessica Lange pour le rôle d'Edith Ewing Bouvier Beale dans Grey Gardens
  - Drew Barrymore pour le rôle d'Edith Bouvier Beale dans Grey Gardens
  - Shirley MacLaine pour le rôle de Coco Chanel dans Coco Chanel
  - Sigourney Weaver pour le rôle de Mary Griffith dans Bobby, seul contre tous (Prayers for Bobby)
  - Chandra Wilson pour le rôle d'Yvonne Caldwell dans Miss Yvonne

### Années 2010
- 2010 : Claire Danes pour le rôle de Temple Grandin dans Temple Grandin
  - Joan Allen pour le rôle de Georgia O'Keeffe dans Georgia O'Keeffe
  - Hope Davis pour le rôle d'Hillary Clinton dans The Special Relationship
  - Judi Dench pour le rôle de Matty Jenkyns dans Return to Cranford
  - Maggie Smith pour le rôle de Mary Gilbert dans Capturing Mary
- 2011 : Kate Winslet pour le rôle de Mildred Pierce dans Mildred Pierce
  - Taraji P. Henson pour le rôle de Tiffany Rubin dans Mon fils a disparu
  - Diane Lane pour le rôle de Pat Loud dans Cinema Verite
  - Jean Marsh pour le rôle de Rose Buck dans Maîtres et Valets (Upstairs, Downstairs)
  - Elizabeth McGovern pour le rôle de Cora Crawley dans Downton Abbey
- 2012 : Julianne Moore pour le rôle de Sarah Palin dans Game Change
  - Connie Britton pour le rôle de Vivien Harmon dans American Horror Story
  - Ashley Judd pour le rôle de Rebecca Winstone dans Missing : Au cœur du complot
  - Nicole Kidman pour le rôle de Martha Gellhorn dans Hemingway and Gellhorn
  - Emma Thompson pour le rôle de She dans The Song of Lunch
- 2013 : Laura Linney pour le rôle de Cathy Jamison dans The Big C: Hereafter
  - Jessica Lange pour le rôle de sœur Jude Martin dans American Horror Story: Asylum
  - Helen Mirren pour le rôle de Linda Kenney-Baden dans Phil Spector
  - Elisabeth Moss pour le rôle de Robin dans Top of the Lake
  - Sigourney Weaver pour le rôle d'Elaine Barrish Hammond dans Political Animals
- 2014 : Jessica Lange pour le rôle de Fiona Goode dans American Horror Story: Coven
  - Helena Bonham Carter pour le rôle de Elizabeth Taylor dans Liz Taylor et Richard Burton : Les Amants terribles
  - Minnie Driver pour le rôle de Maggie Royal dans Un berceau sans bébé
  - Sarah Paulson pour le rôle de Cordelia Goode Foxx dans American Horror Story: Coven
  - Cicely Tyson pour le rôle de Mrs. Carrie Watts dans The Trip to Bountiful
  - Kristen Wiig pour le rôle de Cynthia Morehouse dans The Spoils of Babylon
- 2015 : Frances McDormand pour le rôle d'Olive Kitteridge dans Olive Kitteridge
  - Maggie Gyllenhaal pour le rôle de Nessa Stein dans The Honourable Woman
  - Felicity Huffman pour le rôle de Barb Hanlon dans American Crime
  - Jessica Lange pour le rôle d'Elsa Mars dans American Horror Story: Freak Show
  - Queen Latifah pour le rôle de Bessie Smith dans Bessie
  - Emma Thompson pour le rôle de Mrs. Lovett dans Sweeney Todd: The Demon Barber of Fleet Street Live from Lincoln Center
- 2016 : Sarah Paulson pour le rôle de Marcia Clark dans The People v. O. J. Simpson: American Crime Story
  - Kirsten Dunst pour le rôle de Peggy Blumquist dans Fargo
  - Felicity Huffman pour le rôle de Leslie Graham dans American Crime
  - Audra McDonald pour le rôle de Billie Holiday dans Lady Day at Emerson's Bar and Grill
  - Lili Taylor pour le rôle d'Anne Blaine dans American Crime
  - Kerry Washington pour le rôle d'Anita Hill dans Confirmation
- 2017 : Nicole Kidman pour le rôle de Celeste Wright dans Big Little Lies
  - Carrie Coon pour le rôle de Gloria Burgle dans Fargo
  - Felicity Huffman pour le rôle de Jeanette Hesby dans American Crime
  - Jessica Lange pour le rôle de Joan Crawford dans Feud : Bette and Joan
  - Susan Sarandon pour le rôle de Bette Davis dans Feud : Bette and Joan
  - Reese Witherspoon pour le rôle de Madeline Martha McKenzie dans Big Little Lies
- 2018 : Regina King pour le rôle de Latrice Butler dans Seven Seconds
  - Jessica Biel pour le rôle de Cora Tannetti dans The Sinner
  - Laura Dern pour le rôle de Jennifer Fox dans The Tale
  - Michelle Dockery pour le rôle d'Alice Fletcher dans Godless
  - Edie Falco pour le rôle de Leslie Abramson dans Law and Order True Crime: The Menendez Murders
  - Sarah Paulson pour le rôle d'Ally Mayfair-Richards dans American Horror Story: Cult
- 2019 : Michelle Williams pour le rôle de Gwen Verdon dans Fosse/Verdon
  - Amy Adams pour le rôle de Camille Preaker dans Sharp Objects
  - Patricia Arquette pour le rôle de Joyce "Tilly" Mitchell dans Escape at Dannemora
  - Aunjanue Ellis pour le rôle de Sharonne Salaam dans Dans leur regard
  - Joey King pour le rôle de Gypsy Rose Blanchard dans The Act
  - Niecy Nash pour le rôle de Delores Wise dans Dans leur regard

### Années 2020
- 2020 : Regina King pour le rôle de Angela Abar / Sister Night dans Watchmen
  - Cate Blanchett pour le rôle de Phyllis Schlafly dans Mrs. America
  - Shira Haas pour le rôle de Esther Shapiro dans Unorthodox
  - Octavia Spencer pour le rôle de Madam C.J. Walker dans Self Made
  - Kerry Washington pour le rôle de Mia Warren dans Little Fires Everywhere
- 2021 : Kate Winslet pour le rôle de	Mare Sheehan dans Mare of Easttown
  - Michaela Coel pour le rôle de Arabella Essiedu dans I May Destroy You
  - Cynthia Erivo pour le rôle d'Aretha Franklin dans Genius: Aretha
  - Elizabeth Olsen pour le rôle de Wanda Maximoff dans WandaVision
  - Anya Taylor-Joy pour le rôle de Beth Harmon dans Le Jeu de la dame
- 2022 : Amanda Seyfried pour le rôle de Elizabeth Holmes dans The Dropout
  - Toni Collette pour le rôle de Kathleen Peterson dans The Staircase
  - Julia Garner pour le rôle de Anna Delvey dans Inventing Anna
  - Lily James pour le rôle de Pamela Anderson dans Pam and Tommy
  - Sarah Paulson pour le rôle de Linda Tripp dans Impeachment: American Crime Story
  - Margaret Qualley pour le rôle de Alex Russell dans Maid

- 2023 : Ali Wong pour le rôle d'Amy Lau dans Acharnés
  - Lizzy Caplan pour le rôle de Libby dans Anatomie d'un divorce
  - Jessica Chastain pour le rôle de Tammy Wynette dans George and Tammy
  - Dominique Fishback pour le rôle de Dre dans Swarm
  - Kathryn Hahn pour le rôle de Clare Pierce dans Tiny Beautiful Things
  - Riley Keough pour le rôle de Daisy Jones dans Daisy Jones and The Six

- 2024 : Jodie Foster – True Detective: Night Country
  - Brie Larson – Lessons in Chemistry
  - Juno Temple – Fargo
  - Sofía Vergara – Griselda
  - Naomi Watts – Saison 2 de Feud

## Statistiques

### Nominations multiples
10 : Helen Mirren
7 : Judy Davis, Jessica Lange
6 : Julie Harris, Glenn Close, Gena Rowlands, Joanne Woodward
5 : Helen Hayes, Lee Remick
4 : Jane Alexander, Judith Anderson, Katharine Hepburn, Holly Hunter, Ann-Margret, Elizabeth Montgomery, Eva Marie Saint, Maureen Stapleton, Emma Thompson, Cicely Tyson, Alfre Woodard
3 : Ingrid Bergman, Judi Dench, Colleen Dewhurst, Patty Duke, Sally Field, Lee Grant, Felicity Huffman, Glenda Jackson, Laura Linney, Mary Tyler Moore, Geraldine Page, Sarah Paulson, Vanessa Redgrave, Maggie Smith, Meryl Streep, Jessica Tandy, Sigourney Weaver
2 : Halle Berry, Carol Burnett, Ellen Burstyn, Helena Bonham Carter, Stockard Channing, Susan Clark, Laura Dern, Bette Davis, Blythe Danner, Farrah Fawcett, Lynn Fontanne, Rosemary Harris, Barbara Hershey, Anjelica Huston, Ann Jillian, Ashley Judd, Nicole Kidman, Regina King, Diane Lane, Queen Latifah, Piper Laurie, Cloris Leachman, Jean Marsh, Suzanne Pleshette, Susan Sarandon, Jane Seymour, Sada Thompson, Claire Trevor, Kerry Washington, JoBeth Williams, Shelley Winters, Teresa Wright

### Récompenses multiples
4 : Helen Mirren
3 : Patty Duke, Laura Linney
2 : Judith Anderson, Ingrid Bergman, Julie Harris, Holly Hunter, Jessica Lange, Geraldine Page, Gena Rowlands, Meryl Streep, Joanne Woodward, Regina King, Kate Winslet